# 장산중학교 (부산)
장산중학교(壯山中學校)는 대한민국 부산광역시 해운대구 반여동에 있는 공립 중학교이다.

## 학교 연혁
- 2006년 11월 6일 : 장산중학교 설립 인가
- 2007년 3월 1일 : 개교 및 초대 성병종 교장 취임
- 2007년 3월 3일 : 제1회 입학식(340명)
- 2010년 12월 1일 : 2010생활지도 으뜸학교 선정
- 2019년 3월 12일 : 디지털교과서 선도학교 지정
- 2023년 9월 1일 : 제7대 한정희 교장 취임
- 2025년 2월 7일 : 제16회 졸업식(269명) (졸업생누계 4,783명)
- 2025년 3월 4일 : 제19회 입학식(304명)

## 참고 자료
- 장산중학교 - 한국교육학술정보원 학교알리미